# Onitsha (roman)
Onitsha est le titre d'un roman de Jean-Marie-Gustave Le Clézio publié en 1991 aux éditions Gallimard.

## Résumé
Ce roman écrit dans le sillage d'un Joseph Conrad mêle trois rêves et trois révoltes au cœur de l'Afrique, d'une Afrique devenue impossible pour ces trois occidentaux qui perdent chacun à leur tour l'Afrique idyllique qu'ils s'étaient construite chacun à sa manière. On peut certainement avec ce roman détenir une vision de la ville d'Onitsha au lendemain de la seconde guerre mondiale avant la décolonisation du Nigéria, ville qui hébergea plusieurs années durant le plus grand marché africain de la littérature. Le dernier chapitre fait référence à la guerre du Biafra.
Il s'agit de l'histoire de Fintan, 12 ans, et de sa mère Maria Luisa, qu'il surnomme Maou, venus après la seconde guerre mondiale dans la ville éponyme pour y rejoindre Geoffroy Allen, leur père et mari, qui y travaille pour la United Africa Company. Geoffrey avait, dans son temps libre, aux côtés du résident Sabine Rodes étudié l'hypothèse que les résidents de Méroé ont migré dans la région. Ils doivent cependant repartir à Londres à cause de la mauvaise réputation de Maou, qui avait pris cause pour des forçats forcés de travailler sans nourriture ni boire.